# Lola (film, 1961)
Pour les articles homonymes, voir Lola.
Série
Les Parapluies de Cherbourg
Pour plus de détails, voir Fiche technique et Distribution.
Lola est un film franco-italien écrit et réalisé par Jacques Demy, sorti en 1961. Lola est le premier film d'une trilogie, poursuivie en 1964 avec Les Parapluies de Cherbourg et conclue en 1969 avec Model Shop. Elle est également mentionnée dans Les Demoiselles de Rochefort.

## Synopsis
Lola est le nom de scène de Cécile, danseuse et chanteuse travaillant comme entraîneuse à L'Eldorado, un cabaret de Nantes, et bien connue des marins de passage.
Elle a une récente liaison avec Frankie, un marin américain, en escale dans le port de Nantes. Frankie lui rappelle son grand amour, Michel, avec qui elle a eu un petit garçon prénommé Yvon, aujourd'hui âgé de 7 ans. Michel l'a quittée pour faire fortune dans le Pacifique, juste après qu'elle lui eut annoncé être enceinte.
Le jour même où celui-ci revient dans l’anonymat d’abord — malgré sa belle voiture américaine — Lola tombe nez à nez dans le passage Pommeraye avec Roland Cassard, un ami d'enfance qui ne l’avait d'ailleurs pas reconnue. Errant sans but dans l’existence, entre petits boulots et périodes de bohème existentielle, Roland est un habitué d’un petit hôtel-café du port où, par ailleurs, la mère du fameux Michel exerce ses talents d’aquarelliste : elle aussi est sans nouvelles de son fils. Plus tôt dans la journée, Roland, amateur de littérature, a fait la connaissance dans une librairie de Madame Desnoyers qui élève seule (elle aussi) sa fille adolescente appelée Cécile (elle aussi). Séduite par Roland, elle l’invite à dîner chez elle, au 10 rue du Calvaire. Mais entre-temps, Roland tombe à nouveau amoureux de Lola. Il se laisse pourtant entraîner dans une affaire de trafic de diamants qui doit l’emmener le lendemain à Johannesburg, en Afrique du Sud.
Prêt à tout quitter pour Lola, jaloux de Frankie, Roland est éconduit par Lola qui s’engage à quitter Nantes pour danser dans une revue à Marseille : « On part pour Marseille et on se retrouve en Argentine ! » Bien que la police ait démantelé le réseau de trafiquants, Roland se décide pourtant à partir puisque plus rien ne le retient, ignorant les avances de la mère de Cécile.
Au même moment, la jeune Cécile découvre les prémices de l’amour au côté de Frankie qui embarque le lendemain avec son équipage pour le port de Cherbourg. Elle décide aussitôt de fuguer pour Cherbourg : sa mère révèle alors à Roland que le père de Cécile n’est autre que son beau-frère coiffeur qui les avait recueillies durant la guerre. Elle appréhende grandement les retrouvailles. Michel, après avoir rendu visite à sa mère, vient enfin chercher Lola et fait la connaissance de son enfant, apprenant que c'est un garçon. Tous les protagonistes quittent donc Nantes à la recherche d’une nouvelle vie.

## Fiche technique
- Titre : Lola
- Réalisation : Jacques Demy
  - Assistant réalisateur : Bernard Toublanc-Michel
- Scénario : Jacques Demy, inspiré librement des Nuits blanches de Fiodor Dostoïevski
- Musique : Michel Legrand
- Chansons : Agnès Varda
  - Musiques additionnelles : Jean-Sébastien Bach, Ludwig van Beethoven, Wolfgang Amadeus Mozart, Carl Maria von Weber
- Photographie : Raoul Coutard
- Décors : Bernard Evein
- Costumes : Bernard Evein
- Photographes de plateau : Raymond Cauchetier, Agnès Varda
- Scripte : Suzanne Schiffman
- Montage : Anne-Marie Cotret et Monique Teisseire[1]
- Production : Georges de Beauregard, Carlo Ponti
- Sociétés de production : Rome-Paris Films (France), Euro International Films (it) (Italie)
- Budget : 45 millions de francs[2]
- Pays d'origine :  France,  Italie
- Tournage extérieur : Nantes (Loire-Atlantique)
- Format : noir et blanc - 2,35:1 - Son monophonique - 35 mm
- Genre : drame
- Durée : 90 minutes
- Dates de sortie :
  - France : 3 mars 1961 ; 25 juillet 2012 (version numérique restaurée)
  - États-Unis : 14 octobre 1962
- Affiche : Clément Hurel, Jean Mascii (France), Aage Lundvald (Danemark)

## Distribution
- Anouk Aimée : Lola / Cécile
- Marc Michel : Roland Cassard
- Alan Scott : Frankie
- Elina Labourdette : Madame Desnoyers
- Annie Duperoux : Cécile Desnoyers
- Jacques Harden : Michel
- Margo Lion : Jeanne, la mère de Michel
- Catherine Lutz : Claire, la gérante du bar
- Corinne Marchand : Daisy
- Yvette Anziani : Madame Frédérique
- Dorothée Blank : Dolly
- Isabelle Lunghini : Nelly
- Annick Noël : Ellen
- Anne Zamire : Maggie
- Ginette Valton : la gérante du salon de beauté
- Jacques Goasguen : M. François, le libraire
- Raphaël Héry (non crédité) : le patron de Roland
- Carlo Nell (non crédité) : le professeur de danse

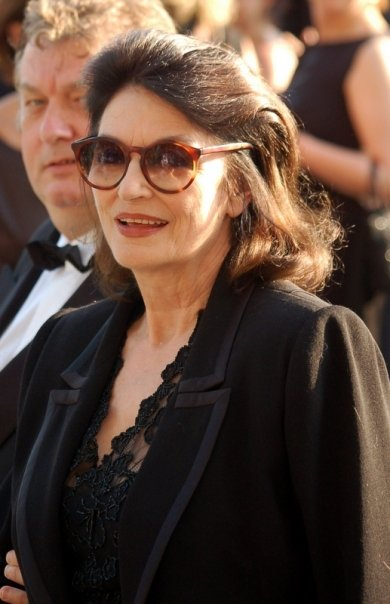
Anouk Aimée interprète Lola. Elle retrouve son personnage en 1969 dans Model Shop.

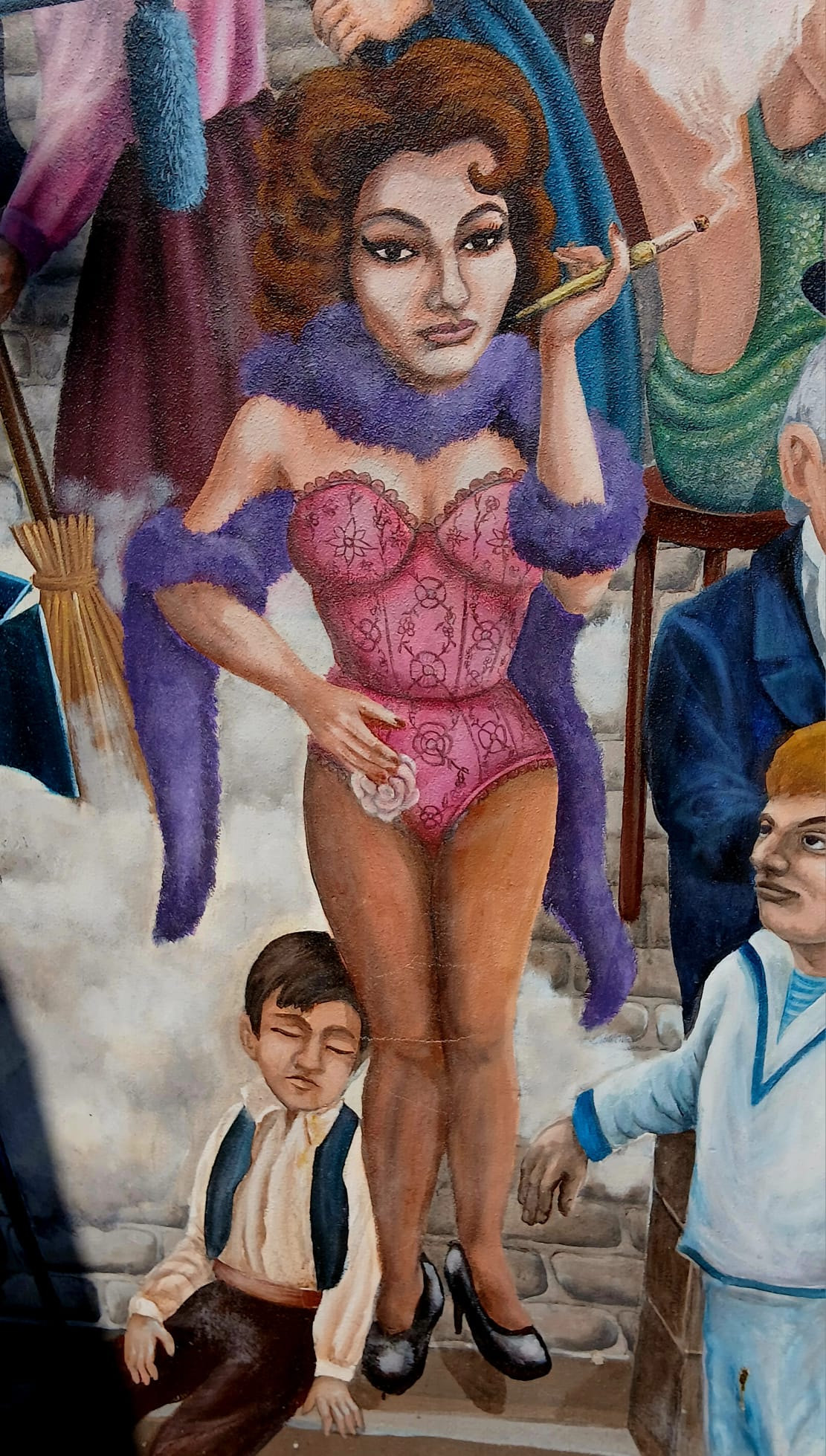
Personnage de Lola, représenté sur Le Mur tombé du ciel.

## Production du film

### Genèse et développement
Dans une interview présente parmi les bonus du DVD du film, Jacques Demy cite les souvenirs de ses fréquentations des cinémas alors enfant, ainsi qu'une amie à Nantes comme point de départ du scénario. Une première version du scénario a été présentée à Georges de Beauregard pour 250 millions de francs, mais ce dernier n'a accepté de prêter « que » 45 millions de francs. De ce fait, Jacques Demy a dû retravailler la première version du scénario.
À l'origine, le film s'intitulait Un billet pour Johannesburg. Il devait être une comédie musicale tournée en CinemaScope et en couleurs mais Demy ne trouve pas de producteur qui lui fasse confiance, hormis Georges de Beauregard qui accepte de faire le film au moindre coût. Demy abandonne l'idée de comédie musicale et accepte de travailler en noir et blanc.

### Musique
La bande originale est composée par Michel Legrand.
Elle comporte une chanson originale, Lola, écrite par Agnès Varda et interprétée par Jacqueline Danno en postsynchronisation.
La bande originale contient en outre des extraits de la chanson Moi j’étais pour elle (Pierre Delanoë, interprété par Marguerite Monnot), de la symphonie nº 7 de Beethoven, du Clavier bien tempéré de Bach, du concerto pour flûte en ré majeur de Mozart, de l’Invitation à la valse de Weber, et les premières mesures du thème La Maison Tellier (extrait du Plaisir de Max Ophüls, à qui est dédié le film).

### Lieux de tournage
Le tournage s'est déroulé à La Baule-Escoublac et à Nantes, du 7 juin au 17 juillet 1960. On peut y voir la rue du Calvaire, le quartier de Roche-Maurice, le quai de la Fosse (emplacement du café au numéro 86, et scène finale du départ de Cassard), la place et le théâtre Graslin, la brasserie La Cigale, la place de la Petite-Hollande, le passage Pommeraye et l'escalier (aujourd'hui disparu) de la rue de l'Abreuvoir.

### Restauration
Le négatif original du film a brûlé. En 2012, Agnès et Rosalie Varda par l'intermédiaire de leur société de production Ciné-Tamaris sortent une copie neuve et numérisée de Lola à partir d'un internégatif retrouvé au British Film Institute en 1999.

## Autour du film
- Lola est le premier long métrage de Jacques Demy. On retrouve ses personnages dans les films ultérieurs du réalisateur. Roland Cassard apparaît dans Les Parapluies de Cherbourg (1964). Il évoque son amour déçu en chanson (« Autrefois, j'ai aimé une femme, on l'appelait Lola... »). Dans Les Demoiselles de Rochefort (1967), le personnage de Mme Desnoyers est évoqué au cours d'une conversation. Enfin on retrouve Lola dans Model Shop (1968). On retrouve aussi la ville de Nantes dans Une chambre en ville (1982)[3].
- Le film est dédié au cinéaste français d'origine allemande Max Ophüls[8].
- Dans le film, le personnage de Roland va voir au cinéma le film Retour au paradis qui se passe dans l'île de Matareva ; on apprend à la fin du film que c'est dans cette île que le personnage de Michel était parti pendant 7 ans.
- Dans le film, le personnage de Roland évoque un ami qui a mal tourné et s'est fait tuer (« j'avais un copain, Poiccard, il s'est fait descendre »). Il s'agit du personnage de Michel Poiccard incarné par Jean-Paul Belmondo, dans À bout de souffle de Jean-Luc Godard, film sorti au moment du tournage de Lola en 1960.
- Dans le film, la jeune Cécile montre une photo de sa mère du temps où elle était danseuse : il s'agit d'Agnès, le personnage joué par Élina Labourdette dans Les Dames du bois de Boulogne de Robert Bresson.
- Bernadette Lafont affirma avoir été contactée pour jouer dans ce film dans le cadre d'un contrat qui en inclurait deux autres (dont un signé Jean-Luc Godard) et auquel elle dut renoncer parce qu'elle était enceinte de son deuxième enfant, Jean-David, fruit de son union avec le sculpteur-réalisateur Diourka Medveczky[9].

## Influence du film
Lola est le film préféré du réalisateur Christophe Honoré : « On a tous un film fétiche, qui nous appartient, nous accompagne. Le mien, c'est Lola, le premier film de Demy que j'ai vu. Il m'a surpris et touché. La façon dont Demy jouait avec les comédiens et la bande-son, en n'hésitant pas à créer entre eux les décalages, quelle audace ! Pour moi, tout devenait soudain possible. »
Nanni Moretti fait référence à Lola dans son propre film Vers un avenir radieux (2023). Le personnage dit le revoir tous les ans en vidéo et c'est devenu un rite familial. Ils sont tous installés devant la télévision dans laquelle passe Lola.
En 2009 dans le film Celle que j'aime, Gérard Darmon et Anton Balekdjian vont voir le film au cinéma, et l'on entend La chanson de Lola.

## Accueil critique
En 2012, lors de la reprise en salles de Lola, le critique Olivier Père considère le film comme l'un des plus beaux films français : « Lola oscille entre la perfection subtile de la construction de son récit, fait de plusieurs histoires entrecroisées, et l’apparente liberté de sa mise en scène. »
Dans Le Monde, Noémie Luciani y voit un chef-d'œuvre.

## Distinctions
- 1961 : Grand Prix de l'Académie du Cinéma
- 1963 : nomination au prix du meilleur film étranger et meilleure actrice étrangère pour Anouk Aimée, lors des BAFTA Awards.
- 2001 : Prix spécial, lors des New York Film Critics Circle Awards.